# Мечеть Гохаршад
Мечеть Гохаршад (перс. مسجد گوهرشاد‎) — мечеть в иранском городе Мешхед, является частью комплекса мавзолея Имама Резы.

## История

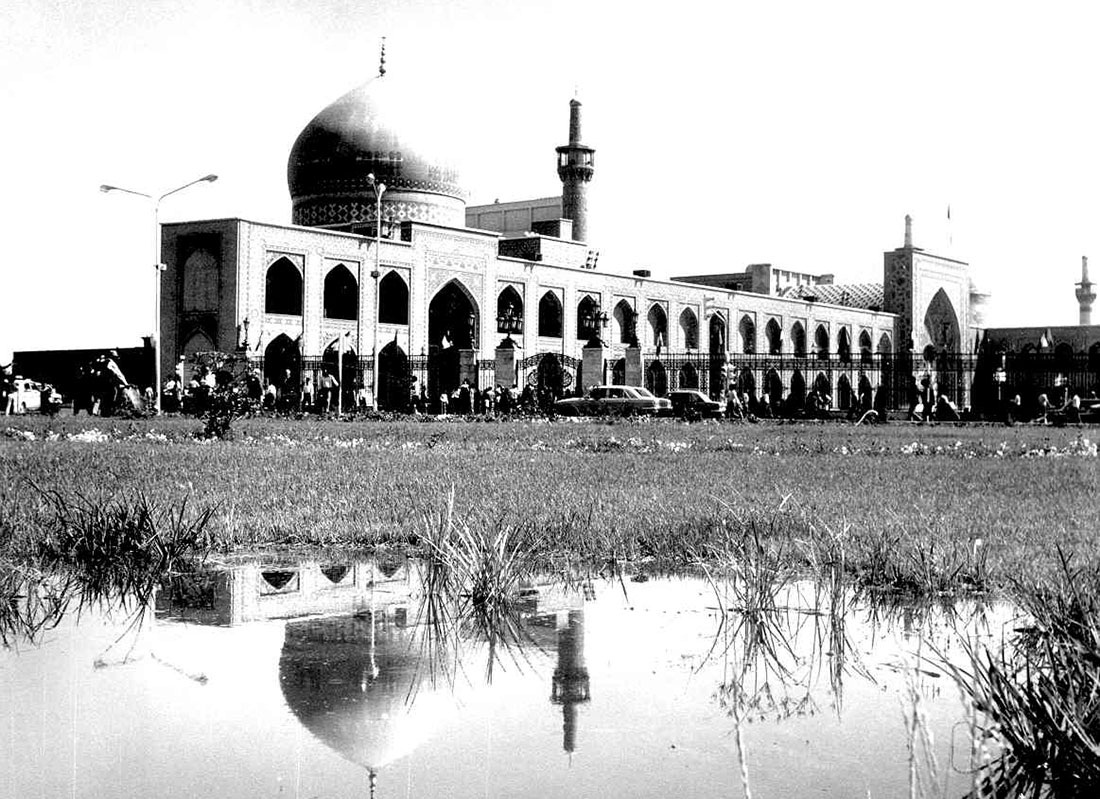
Мечеть Гохаршад в 1956 году.

Мечеть была построена в 1418 году придворным архитектором Гавамеддином Ширази, по приказу Гохаршад, жены хорасанского правителя Шахруха. На создание ушло 12 лет.
Снабжение для строительства мечети шло из Шираза и Исфахана.
Во времена Сефевидов и Каджаров мечеть подверглась некоторым реконструкциям. Сооружение включает в себя 4 айвана, внутренний двор, размером 50×55 метров и несколько шабестанов (подземных галерей).
Двухслойный купол мечети был сильно повреждён в 1911 году во время обстрела российскими войсками.

### Восстание
В августе 1935 года в Мешхеде вспыхнуло восстание против политики вестернизации и секуляризации проводимую шахом Ирана Реза Пехлеви.
Местные жители собрались в мечети скандируя: «Шах — новый Язид», сравнивая его с омейядскими халифами.
Четыре дня «местные» подразделения полиции и армии отказывались штурмовать мечеть, мотивируя свой отказ боязню осквернять святыню. Через четыре дня в город прибыли войска из Иранского Азербайджана. Они взяли штурмом святилище, убив при этом десятки и ранив сотни человек.

## Описание
Площадь мечети составляет 6048 м². Двор имеет размеры 50 × 55 м и занимает площадь 2750 м². 
Это классическая мечеть построенная в Тимуридском архитектурном стиле с двором в четыре айвана. Четыре айвана названы: Магссуре (Южный айван), Дар ос-Сиаде (Северный айван), Этекаф (Восточный айван) и Шейх Баха од-Дин (Западный Иван). Самый важный айван — Магссуре площадью 500 м², длиной 37 м и высотой 5,25 м; он украшен многочисленными узорами. 
Между айванами семь больших шабестанов и шесть проходов. 
Михраб полностью выполнен из мрамора. 
Минбар айвана Магссуре, изготовленный из орехового и грушевого дерева и украшенный резьбой, известен как Сахеб ос-Саман. Его создатель — Мохаммад Наджар Хорассани, художник эпохи Фатх Али Шаха. Минбар имеет 14 ступенек, высотой 7,5 м.
Купол мечети имеет высоту 41 м. расположен на Магссуре-айване. Внешняя окружность купола составляет 85,61 м. Его поверхность украшена глазурованным кирпичом с куфийскими надписями и узорами. Первоначальный купол был снят в 1962 году по техническим причинам, а нынешний купол был построен и украшен из современных строительных материалов. 
По обе стороны от айвана Магссуре возвышаются два минарета высотой 43 м.  